# James Dwight Dana
James Dwight Dana (Utica, Nova Iorque, 12 de fevereiro de 1813 — New Haven, Connecticut, 14 de abril de 1895) foi um geólogo, mineralogista e zoólogo estadunidense.
Estudou a formação das montanhas, atividades vulcânicas e a origem e a estrutura dos continentes e oceanos.
Foi laureado com a medalha Wollaston pela Sociedade Geológica de Londres em 1872 e a medalha Copley em 1877 pela Royal Society.
Em 1868 Dana batizou de andradita à granada de ferro e cálcio, em homenagem ao brasileiro José Bonifácio de Andrada e Silva, considerado o Patriarca da Independência, e mineralogista de renome internacional.

## Publicações
As publicações mais conhecidas de Dana foram System of Mineralogy (1837), Manual of Mineralogy (1848) e Manual of Geology (1863). Uma lista de bibliografia deste autor mostra 214 obras, entre livros e artigos, começando em 1835 com um artigo sobre a situação do Vesúvio, em 1834. O seu relatório sobre os zoófitos, sobre a geologia da área do Oceano Pacífico e sobre crustáceos, sumariando o seu trabalho realizado quando da Expedição Wilkes, apareceu a partir de 1846. Outros trabalhos incluíram Manual of Mineralogy (1848), posteriormente intitulado Manual of Mineralogy and Lithology (ed. 4, 1887); e Corals and Coral Islands (1872; ed. revista em 1890). Em 1887, Dana revisitou as ilhas do Havaí e os resultados da sua investigação foram publicados em Characteristics of Volcanoes (1890).
A obra Manual of Mineralogy, por J. D. Dana, tornou-se um livro de estudo clássico, tendo sido continuamente revisto e actualizado por uma sucessão de editores que incluíram W. E. Ford (13ª-14ª eds., 1912-1929) e Cornelius S. Hurlbut (15ª-21ª eds., 1941-1999). A 22ª edição é revista por Cornelis Klein, sob o título Manual of Mineral Science (2002).
A obra System of Mineralogy também tem sido revista, sendo que a 6ª edição foi editada pelo seu filho Edward Salisbury Dana. A 7ª edição foi publicada em 1944 e a 8ª edição em 1997 sob o título Dana's New Mineralogy, editada por R. V. Gaines et al.
Dana publicou, entre 1856 e 1857, vários manuscritos com intuito de reconciliar as descobertas científicas com a Bíblia.
Em 1854 foi presidente da Associação Americana para o Avanço da Ciência.